# Калсој
Калсој (перс. Kalsoy)је острво у саставу Фарских Острва. Површина му је 30,9 km². На острву живи 147 становника. Калсој је веома брдовит са бројим клифовима, а највиши врх је Нестиндар (787m). Највеће место је Хусар са 54 становника.

## Насеља
На острву Калсој се налазе четири насеља:
- Хусар (Húsar)
- Микладалур
- Сидрадалур
- Треланес (Trøllanes)

## Галерија
- Мапа острва
- Поглед на острво
- Калсој